# James Hector

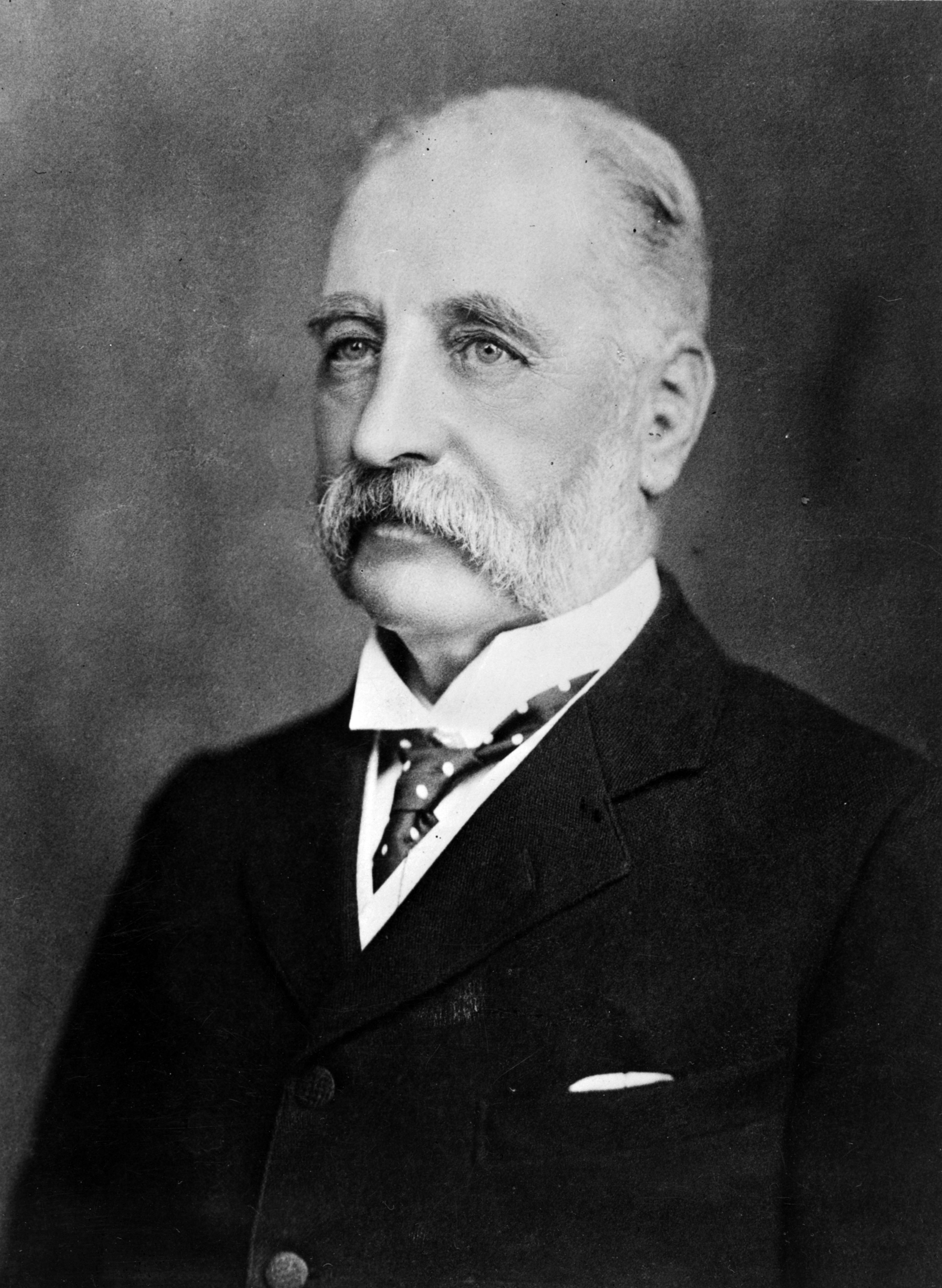
James Hector, cca. 1858.

Sir James Hector (n. 16 martie 1834, Edinburgh, Regatul Unit al Marii Britanii și Irlandei – d. 6 noiembrie 1907, Lower Hutt⁠(d), Wellington⁠(d), Noua Zeelandă) a fost un geolog, naturalist și chirurg scoțian. El a participat la expediția Palliser (1858-1860).
Delfinul lui Hector, endemic în Noua-Zeelanda și amenințat cu dispariția în prezent, a fost numit în dedicație pentru savantul scoțian de către Pierre-Joseph van Beneden (1809-1894). În 1884, muntele Hector din Stâncosii canadieni a fost de asemenea numit după el.